# Villa Neander

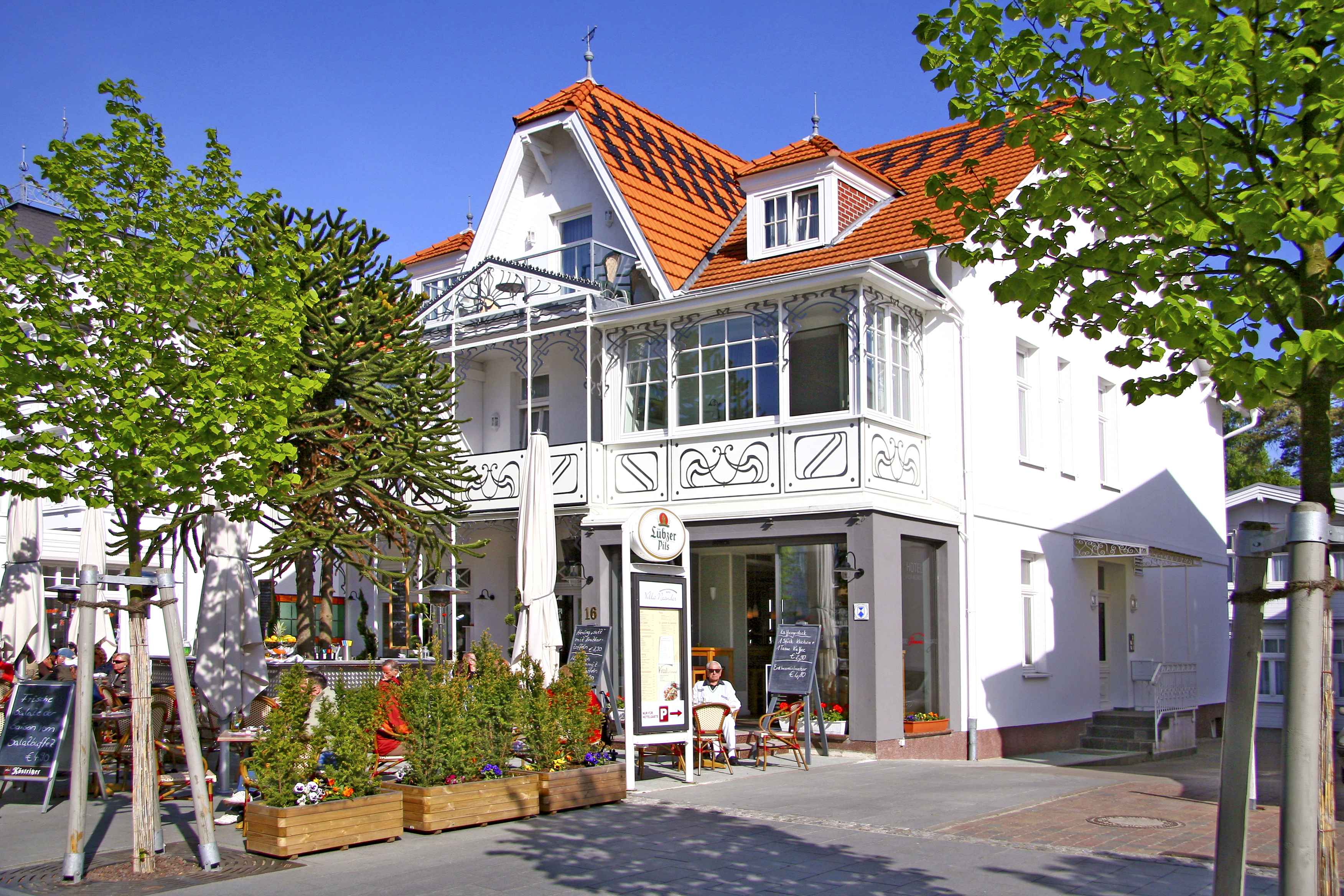
Villa Neander mit Jugendstil-Veranda

Die Villa Neander in Binz auf Rügen ist ein denkmalgeschütztes Haus mit einem aufwendig gestalteten Vorbau im Jugendstil der Jahrhundertwende. 
Eine dendrologische Besonderheit in dieser Region ist die ca. 6 Meter hohe Araucaria, die direkt auf der Terrasse vor der Villa Neander steht und dort in den 1970er Jahren angepflanzt wurde.

## Geschichte
Die ursprüngliche Villa Neander wurde 1903 von Frau Paulina Neander als Logishaus erbaut. Durch die Enteignung der Besitzer wurde das Haus nach dem Zweiten Weltkrieg in die Hand der Kommune gegeben und ins DDR-Volkseigentum überführt. Zu dieser Zeit hatte in Binz auch die Bäderarchitektur ihre schönsten Gebäude hervorgebracht. 
1994 wurde das marode Gebäude von Familie Glasner erworben und nach umfangreicher Sanierung und Rekonstruktion als Hotel mit Restaurant 1997 eröffnet.